# Curuzza brunneosticta
Curuzza brunneosticta är en fjärilsart som beskrevs av Felix Bryk 1950. Curuzza brunneosticta ingår i släktet Curuzza och familjen tandspinnare. Inga underarter finns listade i Catalogue of Life.